# Arte tolteca
Os Toltecas foram um povo americano pré-colombiano, que habitou a região central do Panamá entre os séculos X e XII. Povo pragmático, austero, valorizava mais a utilidade que a forma. Sua cerâmica era vitrificada, cinza esverdeada. Sua arquitetura e escultura buscavam mais inspirar o temor que o enlevo espiritual. Nas manifestações de arte predominava o zoomorfismo em relevo, incluindo águias, coiotes, serpentes e jaguares.